# Cronologia da pandemia de COVID-19 em janeiro de 2020
Este artigo documenta a cronologia e epidemiologia do vírus SARS-CoV-2 em janeiro de 2020, o vírus que causa a COVID-19 e é responsável pela pandemia de COVID-19. Os primeiros casos humanos da COVID-19 foram identificados em Wuhan, China, em dezembro de 2019.

## Cronologia

### 1 de janeiro
De acordo com informações fornecidas pelo South China Morning Post em 13 de março de 2020, autoridades chinesas identificaram, até essa data, 266 pessoas cuja infecção teve inicio no começo de 2020.
De acordo com a agência estatal Xinhua News, o Mercado por Atacado de Produtos do Mar de Huanan foi fechado a 1 de janeiro de 2020 para "renovações". No entanto, no relatório do consórcio datado de 24 de janeiro de 2020 indicam que o Mercado de Produtos do Mar de Huanan tinha sido encerrado a 1 de janeiro para "limpeza e desinfecção. No entanto, o vírus só pode permanecer em superfícies por um determinado tempo, o que inutilizou a ação".

### 2 de janeiro
A 2 de janeiro, foram confirmados como tendo contraído (confirmado por laboratório) o 2019-nCoV, 41 casos de pacientes hospitalares em Wuhan. Vinte e sete dos pacientes (66% do total de 41) tinham estado em contacto direto com o Mercado por Atacado de Produtos do Mar de Huanan. Todos os 41 pacientes foram realocados posteriormente para o Hospital Jinyintan em Wuhan, China.

### 3 de janeiro
Em 3 de janeiro de 2020, cientistas chineses do Instituto Nacional de Controle e Prevenção de Doenças Virais (ICDV) determinaram a sequência genética do novo coronavírus β-genus (nomeando-o de '2019-nCoV') a partir de espécimes coletados de pacientes em Wuhan, China, e três linhagens distintas foram estabelecidas.
Autoridades de saúde em Wuhan reportaram 44 casos, um grande salto em relação aos 27 reportados na terça-feira anterior. Onze dos 44 eram casos sérios, afirmou a Comissão Municipal de Saúde de Wuhan, embora não houvessem mortes reportadas até a data. A saúde dos 121 contatos próximos dos casos também passou a ser monitorada.
Em 3 de janeiro de 2020, Li Wenliang, oftalmologista de Wuhan, foi convocado pelo Escritório de Segurança Pública de Wuhan onde foi solicitado que assinasse uma confissão oficial e uma carta de advertência prometendo para com de espalhar "rumores" falsos em relação ao coronavírus. Na carta, ele foi acusado de "fazer falsos comentários" que haviam "perturbado severamente a ordem pública". A carta afirmava o seguinte: "Nós solenemente o alertamos: se você continuar sendo teimoso, com tanta impertinência, e continuar sua atividade ilegal, você será levado à justiça — está compreendido?" Li assinou a confissão assinando: "Sim, eu entendo."
No final de janeiro, a Suprema Corte Popular repreendeu a polícia por punir Li e seus companheiros doutores. A polícia de Wuhan afirmou que Li Wenliang não foi preso ou multado, mas alertado por espalhar que "Existem 7 casos confirmados de SARS", o que não era verdade.
O secretário do Departamento de Saúde e Serviços Humanos dos Estados Unidos, Alex Azar, foi alertado em 3 de janeiro que o diretor do Centro de Controle e Prevenção de Doenças, Robert Redfield, teve discussões com doutores chineses a respeito do vírus.

### 4 de janeiro
O chefe do Centro de Infecções da Universidade de Hong Kong, Ho Pak-leung, alerta que a cidade deve implementar o sistema de monitoramento mais estrito possível em relação à nova pneumonia viral que infectou dezenas de pessoas na China continental, considerando que era altamente possível que a doença estava se espalhando em humano para humano. O microbiologista também alertou que poderia haver um aumento de casos durante o Ano-Novo Chinês. Ho também afirmou esperar que a China continental disponibilizasse mais detalhes o mais rápido possível sobre os pacientes infectados com a doença, tal como seu histórico médico, para ajudar os especialistas a analisar a doença e permitir que mais medidas preventivas pudessem ser postas em prática.
O Ministério de Saúde de Singapura afirmou no dia 4 de janeiro que fora notificado quanto ao primeiro caso suspeito do "misterioso vírus de Wuhan" em Singapura, envolvendo uma menina de três anos da China que tinha pneumonia e um histórico de viagem para a cidade chinesa de Wuhan. Em 5 de janeiro, Ministério de Saúde de Singapura publicou um comunicado à imprensa afirmando que o caso suspeito divulgado anteriormente não estava relacionado aos casos em Wuhan e havia testado negativo para SARS e MERS.
Autoridades chinesas foram criticados por falharem em divulgar qualquer tipo de informação sobre o "vírus misterioso" que traduções automáticas de relatórios oficiais sugerem ser um novo coronavírus.
A OMS aguardou a China disponibilizar informações sobre o "misterioso novo vírus de pneumonia". A agência das Nações Unidas ativou seu sistema de gerenciamento de incidentes nos níveis nacional, regional e global e começou a se preparar para lançar uma resposta mais ampla, caso necessário. O gabinete regional da OMS em Manila afirmou através de postagens na rede social Twitter que: "#China reportou à OMS em relação a um surto de pneumonia em Wuhan, província de Hubei. O governo também se encontrou com o gabinete de nosso país, e atualizou a @WHO em relação à situação. Ações do governo para controlar o incidente foram instituídas e investigações em relação à causa estão em andamento.", no original: "#China has reported to WHO regarding a cluster of pneumonia cases in Wuhan, Hubei Province.The Govt has also met with our country office, and updated @WHO on the situation. Govt actions to control the incident have been instituted and investigations into the cause are ongoing."
O Instituto de Virologia de Wuhan não respondeu a um email que solicitava por comentários em relação à origem da infecção.

### 5 de janeiro
O número de casos suspeitos chega a 59 com sete em condição crítica. Todos foram postos sob quarentena e oficiais médicos locais começaram a monitorar 163 de seus contatos. Nesse momento, não haviam casos reportados de transmissão entre humanos ou de contaminação em trabalhadores de saúde.

### 6 de janeiro
Em 6 de janeiro, autoridades de saúde de Wuhan anunciaram que continuavam a busca pela origem, mas até o momento haviam descartado a hipótese de gripe, gripe aviária, adenovírus, e coronavírus de SARS e MERS como sendo o patógeno respiratório que infectou 59 pessoas em 5 de janeiro.

### 7 de janeiro
Desde o início da explosão de discussões nas mídias sociais em relação ao surto da pneumonia misteriosa em Wuhan, China, as autoridades chinesas censuraram a hashtag #WuhanSARS e começaram a investigar qualquer um que estava alegadamente disseminando informação incorreta em relação ao surto nas redes sociais.
O mundo continua a esperar que a China forneça mais informações a respeito da doença e sobre o que deu início ao inexplicado surto de pneumonia em Wuhan, décima maior cidade da China.
"O Centro para Controle e Prevenção de Doenças dos EUA (CCD) emitiu um aviso de viagem na segunda-feira para viajantes de Wuhan, província de Hubei, China, devido ao surto de casos de pneumonia de etiologia desconhecida…"

### 8 de janeiro
Cientistas na China anunciam a descoberta de um novo coronavírus.
A Coreia do Sul anuncia o primeiro possível caso de vírus vindo da China, e coloca uma mulher chinesa de 36 anos de idade sob tratamento isolado em meio à preocupação de que ela houvesse trazido para o país o vírus de pneumonia que havia adoecido dezenas de pessoas na China continental e em Hong Kong nas semanas anteriores. A mulher não identificada, que trabalhava para uma companhia sul coreana próxima à capital Seul, experimentou tosse e febre desde que retornou de uma viagem de cinco dias para a China em 30 de dezembro, afirmou o o Centro para Controle e Prevenção de Doenças Coreano em um comunicado à imprensa. A mulher passou um tempo em Wuhan, China, mas não visitou o Mercado Atacadista de Frutos do Mar de Huanan.

### 9 de janeiro

Data com o primeiro caso confirmado em cada província da China

Mapa animado de casos confirmados de COVID-19 entre 12 de janeiro e 29 de fevereiro de 2020

A OMS confirma que o novo coronavírus foi isolado a partir de uma pessoa que havia sido hospitalizada. No mesmo dia, o Centro Europeu para Controle e Prevenção de Doenças publicou sua primeira avaliação de riscos. A OMS também reportou que as autoridades chinesas agiram rapidamente, identificando o novo coronavírus em semanas desde o início do surto, com o número total de pessoas cujos testes resultaram positivo chegando a 41. A primeira morte pelo vírus ocorreu em um homem de 61 anos que era cliente regular do mercado. Ele possuía condições médicas significantes, incluindo doença hepática crônica, e morrer de insuficiência cardíaca e pneumonia. O incidente for noticiado na China pela comissão de saúde por meio da mídia estatal chinesas em 11 de janeiro.
Cientistas chineses relatam na CCTV que encontraram um novo "coronavírus em 15 de 57 pacientes com a doença na cidade central de Wuhan, afirmando que fora preliminarmente identificado como o patógeno responsável pelo surto". Os cientistas anunciaram que o atual "Vírus de Wuhan", um coronavírus, parecia não ser tão letal quanto o SARS. Também relataram que o novo surto viral foi primeiro detectado na cidade de Wuhan em 12 de dezembro de 2019. Adicionalmente, um total de 59 pessoas foram identificadas como tendo contraído a doença, sete pacientes estavam em condição crítica em algum nível, e nenhum trabalhador da saúde foi reportado como tendo sido infectado.

### 10–14 de janeiro
Os dados de sequenciamento genético do isolado 2019-nCoV, um vírus da mesma família que o coronavírus SARS, foram publicados no Virological.org por pesquisadores da Universidade de Fudan, em Xangai. Outras três sequências do Centro Chinês de Controle e Prevenção de Doenças, da Academia Chinesa de Ciências Médicas e do Hospital Jinyintan em Wuhan foram postadas no portal Global Initiative on Sharing All Influenza Data (GISAID). No mesmo dia, a Public Health England emitiu sua orientação.
Em 10 de janeiro de 2020, Li Wenliang, oftalmologista chinês e denunciante do coronavírus, começou a apresentar sintomas de tosse seca. Em 12 de janeiro de 2020, Wenliang começou a ter febre. Ele foi internado no hospital em 14 de janeiro de 2020. Seus pais também contraíram o coronavírus (provavelmente de Wenliang) e foram internados no hospital com ele. Wenliang testou negativo várias vezes para o coronavírus até finalmente dar positivo em 30 de janeiro de 2020. Ele morreu em 7 de fevereiro de 2020.
Os dois primeiros pacientes em Shenzhen, Guangdong, China, estavam no Hospital da Universidade de Hong Kong-Shenzhen.